# 黠戛斯汗國
黠戛斯汗國（羅馬化：K̂ırĝıs Äl，羅馬化：Uluu K̂ırĝız Döölötü 大柯尔克孜达乌莱），又譯纥扢斯，《辽史》称“辖戛斯国王府”，蒙古人称之为“乞儿吉思”，俄称“葉尼塞吉爾吉斯汗國”，是今被称为“吉爾吉斯人”的民族在9世紀建立的汗國，前身為堅昆，是乌裕尔柯尔克孜、哈卡斯人和天山山脉柯尔克孜族的祖先。在13世紀被蒙古帝國征服，一說在925年終結。在6世紀時他們已生活在南西伯利亞，在840年他們摧毀了漠北回鶻汗國南下建國，被視為蒙古高原的新共主。但因追擊回鶻殘眾反遭回鶻殘眾發起反攻，所以就迫離開蒙古高原，北歸葉尼塞河故土。直至13世紀被蒙古滅亡。

## 拼写
“黠戛斯”一词的叶尼塞文拼写非常奇特，使用了两个阴性辅音r̈和g̈，可能源自后人的误植。由于突厥文碑铭中记载了名称“或”（该突厥碑不来自黠戛斯所在的叶尼塞地区），今天其后人语言中该词的读音亦为K̂ırĝız（天山山脉柯尔克孜族）或K̂ırĝıs（乌裕尔河柯尔克孜），均使用阳性（後）元音及阳性（小舌）辅音，故该疑似黠戛斯文也应理解作（K̂ırĝız）而非（K̂irgiz）或（K̂ırgiz）。黠戛斯文（突厥文）是向全音素文字发展中的辅音音素文字，其“元音”常常无法表达阴阳，故即便忠实原文也无法判断第一个“𐰃”的音位。

## 歷史
葉尼塞吉爾吉斯人又被中国史书称为“結骨”、“堅昆”，最早的記錄是在唐朝時期寫的。在此期間，吉爾吉斯人沒有保存可靠的書面記錄。其前身堅昆，原附屬於匈奴。
公元前50年，匈奴首領郅支單于擊敗了中國北方的丁零人。他還征服了位於鄂爾多斯以西7,000里（4,000公里）的堅昆。從560年代到700年代，他們是突厥汗國的屬民，他們的首領巴爾斯別克是毗伽可汗的的姐夫，默啜可汗在710年擊敗巴爾斯別克後他的兒子統治了黠戛斯人。突厥人垮台之後，他們屈服於回紇，回紇的葛勒可汗殺死了他們的可汗，並任命了一個新的首領毗伽頓頡斤。按《蒙古秘史》和波斯文《史集》记载，他们的可汗称为亦纳勒（īnāl）。
汗國的首都初置在斡耳朵八里，970年後遷回南西伯利亞城市凱米克特，位於哈卡斯共和國，

## 对外關係
唐太宗在位期間第一次有中原人出使黠戛斯，在632年他接待了黠戛斯的使者失缽屈阿棧，後來被任命為燕然都护府內坚昆都督府的指揮官。
傳說黠戛斯人是漢朝李廣的孫子李陵的後裔。前99年，李陵被匈奴俘虜，因此叛逃匈奴，受封為右校王，五鳳二年（前56年），繼任右校王的李陵之子擁立烏籍單于，後被呼韓邪單于打敗，其後裔混入黠戛斯之中，所以李唐皇室曾認為黠戛斯統治者阿熱氏與他們同宗，即同為漢族李氏之後。當阿熱氏入侵回紇汗國並殺死他們的㕎馺特勒時，這種關係緩解了緊張，黠戛斯大使註吾合素將這一消息帶到了長安。
841年，葉尼塞吉爾吉斯的一位使者來到唐武宗皇帝那裡。皇帝非常熱情地接待了他，將他置於渤海國大使之上。皇帝還命令鴻臚寺的大臣和官員採訪大使。860-874年，葉尼塞吉爾吉斯三次向唐派使。在那之後，歷史學家沒有記錄，隨後，汗國分裂成幾個公國。
他們雖然成立了汗國，但並未佔領蒙古高原，因此他們沒有受到遼朝的入侵。按《辽史》说法，他们曾向契丹人进贡，被列为属国，保持友好往来。他們也與後來的西遼有衝突，他們在1208年投降了朮赤，蒙古人在那裡成立了益蘭州和謙謙州。